# Krušinec
Krušinec – wieś (obec) na Słowacji położona w kraju preszowskim, w powiecie Stropkov. Pierwsze wzmianki o miejscowości pochodzą z roku 1543.
Według danych z dnia 31 grudnia 2012, wieś zamieszkiwało 275 osób, w tym 144 kobiety i 131 mężczyzn.
W 2001 roku rozkład populacji względem narodowości i przynależności etnicznej wyglądał następująco:
- Słowacy – 97,10%
- Morawianie – 0,83%
- Rusini – 0,41%
- Ukraińcy – 0,83%

Ze względu na wyznawaną religię struktura mieszkańców kształtowała się w 2001 roku następująco:
- Katolicy rzymscy – 11,20%
- Grekokatolicy – 83,40%
- Prawosławni – 3,73%
- Ateiści – 0,83%
- Nie podano – 0,83%